# Ушкопир
Ушкопир (каз. Үшкөпір, до 2001 г. — Национальное) — село в Жетысайском районе Туркестанской области Казахстана. Входит в состав Ынтымакского сельского округа. Код КАТО — 514487300.

## Население
В 1999 году население села составляло 1141 человек (604 мужчины и 537 женщин). По данным переписи 2009 года, в селе проживало 1518 человек (776 мужчин и 742 женщины).